# کتاب‌های تواریخ
کتب تواریخ(به عبری: דברי הימים یا دبری هایمیم) هشتمین کتاب مجموعهٔ کتوبیم و سیزدهمین سفر تنخ یهودی و بخشی از عهد عتیق مسیحی است.

## کتاب اول تواریخ
این کتاب در متن کتاب مقدس، روایت‌کننده تاریخ ملی و مذهبی قوم بنی‌اسرائیل است. اکثر مطالب کتب تواریخ در کتب سموئیل نیز آمده‌است.؛ مخصوصاً اشاراتی که در اول تواریخ، در مورد حکومت شاؤل و خدمات داوود پادشاه آمده‌است.
این کتاب احتمالاً توسط عزرا نگاشته شده است؛ روایت شده که عزرای کاهن این کتاب را پس از بازگشت به اورشلیم نگاشت. او در لابه‌لای نقل‌های تاریخی خود، رسوم مذهبی و قواعد عبادی هیکل سلیمان را شرح می‌دهد تا مردم یهود آیین عبادی خود را از سر بگیرند.
این کتاب دارای ۲۹ باب است و نقل آن از آدم آغاز می‌گردد و تا تاج‌گذاری سلیمان و مرگ داوود پادشاه پایان می‌یابد. ۹ باب اول کتاب شامل فهرست از نام‌های نخستین آدمیان از آدم تا نوح و سپس ابراهیم و سپس نوادگان اسماعیل و عیسو و دیشون و نسل یهودا و خاندان داوود پادشاه، نسل حصرون و یرحم‌ئیل و نسل سلیمان می‌باشد که شجره‌نامه کاملی از بزرگان بنی‌اسرائیل است.
از باب ۱۰ تا باب ۲۹، درباره زندگی داوود پادشاه است؛ و این‌که چگونه ساختن معبد بزرگ اورشلیم از داوود به پسرش سلیمان محول گردید.

## کتاب دوم تواریخ
این کتاب دقیقاً ادامه کتاب اول تواریخ است؛ چنان که بسیار محتمل است که این دو در حقیقت یک کتاب بوده باشد و سپس به دلیل حجم زیادش به دو قسمت گریده‌است. از سبک و سیاق آن مشخص است که احتمالاً نویسنده این کتاب نیز می‌بایست عزرا باشد. مقدار زیادی از وقایع نقل شده در کتاب پادشاهان نیز آمده بود، با این تفاوت که نقل تاریخی این کتاب مانند دبیرهایامین اول بیش‌تر وجه مذهبی تا سیاسی داشته‌است. حکایت آن از ابتدای حکومت سلیمان و مرکزیت حکومت او در اورشلیم آغاز می‌گردد. وی دستور ساخت هیکل بزرگ اورشلیم را داد، تا آن زمان کاهنان اعمال عبادی را به رسم موسی در خیمه عبادت انجام می‌دادند. مصنف کتاب برخلاف تاریخ نقل سیاسی کتاب پادشاهان، بیش‌تر به شرح جزئیات ساخت هیکل و برشمردن مصالح آن پرداخته‌است. طی هفت‌سال، ساخت معبد اورشلیم به پایان رسید؛ و حکایت تا مرگ سلیمان ادامه یافت.
کتاب دوم تواریخ ۳۶ باب دارد و فصل ۱۰ الی ۳۶ کتاب، عمدتاً حاوی تاریخ سرزمین‌های یهودیه می‌باشد. این بخش شامل شرحی از اصلاحات مذهبی و پیروزی‌های نظامی‌است که در آن زمان در یهودیه صورت گرفت. پادشاهانی که در این دوره حکومت می‌کردند، نام برده شده‌اند. در انتها، پس از نقل چگونگی فروپاشی فرمان‌روایی یهودیه و تبعید شدن مردم آن به بابل و ویرانی ساختمان هیکل، حکایات را ادامه می‌دهد تا این که کتاب با بیان فرمان کوروش پادشاه پارس درباره آزادسازی یهودیان و بنای دوباره معبد اورشلیم و بازگشت بنی‌اسرائیل به آن‌جا پایان می‌یابد.